# Grand Mid Towers Omiya
Les Grand Mid Towers Omiya sont un ensemble de gratte-ciel de 108 mètres de hauteur construit à Saitama dans l'agglomération de Tokyo de 2008 à 2011.
L'ensemble est composé de deux immeubles identiques :
- Grand Mid Tower Omiya Sky Tower (グランドミッドタワーズ大宮　スカイタワー)
- Grand Mid Towers Omiya Forest Tower (グランドミッドタワーズ大宮　フォレストタワー)
Ils abritent des logements sur 30 étages.
L'architecte est le géant japonais du BTP Kajima Corporation.